# سان مارچلو پیستویزه
سان مارچلو پیستویزه (به ایتالیایی: San Marcello Pistoiese) یک کومونه در ایتالیا است که در استان پیستویا واقع شده‌است. سان مارچلو پیستویزه ۸۴٫۷ کیلومتر مربع مساحت و ۶٬۹۱۷ نفر جمعیت دارد و ۶۲۳ متر بالاتر از سطح دریا واقع شده‌است.